# مجموعة كوسيدار
مجموعة كوسيدار هي شركة جزائرية في قطاع البناء والأشغال العامة. تقوم ببناء المباني والهياكل الكبيرة والبنية التحتية للنقل.

## التاريخ
تأسست شركة كوسيدار في عام 1979 كمشروع مشترك بين الشركة الصلب الوطنية والشركة الدنماركية كريستيان ونيسلون.
في عام 1982، اشترت شركة الشركة الصلب الوطنية أسهم كريستياني ونيلسن.
في عام 1984، كجزء من إعادة هيكلة المؤسسات العامة، تم وضعها تحت إشراف وزارة الصناعات الثقيلة.
في عام 1989، في وقت الإصلاحات الاقتصادية، أصبحت شركة مساهمة.
في عام 1998، اشترى البنك الجزائري الخارجي (55٪) من أسهم المجموعة.
في عام 2010، تم تحويل رأس مال الشركة، الذي كانت مملوكًا للشركة المملوكة للدولة إنجاب والبنك الجزائري الخارجي، إلى 100 ٪ للصندوق الوطني للاستثمار (FNI).

## الإنجازات

### أشغال عمومية
- الطريق السيار بين الشرق والغرب مقاطع في ولايتي البويرة وبرج بوعريريج من 2006 إلى 2009.
- مترو الجزائر، أعمال رئيسية على الخط 1، من 1989 إلى اليوم.
- سد تيشي حاف بولاية بجاية.
- سد سيدي محمد بن بطيبة ولاية عين الدفلى.

### روائع
- جسر أولمان خليفة، 325 م. بين القبة والمدنية في الجزائر العاصمة من 2009 إلى 2010.

### أعمال بناء
- كلية علوم المعلومات والاتصالات بن عكنون من 2010 إلى 2011.
- مقر التأمين النقدي باب الزوار من 2010 إلى 2014.
- كلية الطب بالجزائر بن عكنون من 2008 إلى 2013.
- مقر شركة التأمين الجزائرية (SAA) باب الزوار من 2016 إلى 2018.

## الوضع المالي
تطور رقم الأعمال منذ عام 2002 بملايين اليورو 
| 2002 | 2003 | 2004 | 2005 | 2006 | 2007 | 2008 | 2009 | 2010 | 2011 | 2012 | 2013 | 2014  |
| ---- | ---- | ---- | ---- | ---- | ---- | ---- | ---- | ---- | ---- | ---- | ---- | ----- |
| 220  | 200  | 220  | 320  | 390  | 450  | 550  | 610  | 620  | 620  | 760  | 870  | 1,120 |

## إدارة الشركة
- عبد الواحد بوعبد الله (1998-2002)
- لخضر رخروخ (منذ 2002)

## روابط خارجية
- موقع رسمي